# Mistrzostwa Świata w Narciarstwie Alpejskim 1999 – kombinacja kobiet
Kombinacja kobiet na 35. Mistrzostwach Świata w Narciarstwie Alpejskim została rozegrana 5 lutego 1999 roku w Vail. Tytułu sprzed dwóch lat nie obroniła Austriaczka Renate Götschl, która tym razem zajęła drugie miejsce. Nową mistrzynią świata została Pernilla Wiberg ze Szwecji, a trzecie miejsce zajęła Francuzka Florence Masnada.

## Wyniki
| Ranking | Zawodniczka                | Państwo           | Czas    | Strata |
| ------- | -------------------------- | ----------------- | ------- | ------ |
| 01 !    | Pernilla Wiberg            | Szwecja           | 3:08,52 | -      |
| 02 !    | Renate Götschl             | Austria           | 3:08,67 | +0,15  |
| 03 !    | Florence Masnada           | Francja           | 3:08,97 | +0,45  |
| 4       | Hilde Gerg                 | Niemcy            | 3:09,38 | +0,86  |
| 5       | Trude Gimle                | Norwegia          | 3:10,51 | +1,99  |
| 6       | Michaela Dorfmeister       | Austria           | 3:11,36 | +2,84  |
| 7       | Janica Kostelić            | Chorwacja         | 3:11,78 | +3,26  |
| 8       | Corinne Rey-Bellet         | Szwajcaria        | 3:12,63 | +4,11  |
| 9       | Pia Käyhkö                 | Finlandia         | 3:15,17 | +6,65  |
| 10      | Jonna Mendes               | Stany Zjednoczone | 3:15,50 | +6,98  |
| 11      | Kathleen Monahan           | Stany Zjednoczone | 3:15,64 | +7,12  |
| 12      | Bibiana Perez              | Włochy            | 3:16,54 | +8,02  |
| 13      | Tessa Pirie                | Wielka Brytania   | 3:17,34 | +8,82  |
| 14      | Špela Bračun               | Słowenia          | 3:17,53 | +9,01  |
| 15      | María Belén Simari Birkner | Argentyna         | 3:23,21 | +14,69 |
| —       | Martina Ertl               | Niemcy            | DNF     | —      |
| —       | Stefanie Schuster          | Austria           | DNF     | —      |
| —       | Brigitte Obermoser         | Austria           | DNF     | —      |
| —       | Karin Blaser               | Austria           | DNF     | —      |
| —       | Sara-Maude Boucher         | Kanada            | DNF     | —      |
| —       | Sylviane Berthod           | Szwajcaria        | DNF     | —      |
| —       | Anne-Marie LeFrançois      | Kanada            | DNF     | —      |
| —       | Caroline Lalive            | Stany Zjednoczone | DNF     | —      |
| —       | Monika Bergmann            | Niemcy            | DNF     | —      |
| —       | Isolde Kostner             | Włochy            | DNF     | —      |
| —       | Anja Kalan                 | Słowenia          | DNF     | —      |
| —       | Lucie Hrstková             | Czechy            | DNF     | —      |
| —       | Sibylle Brauner            | Niemcy            | DNF     | —      |